# Orden Nichan el-Anouar

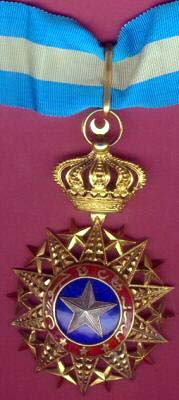
Kommandeurkreuz

Der Orden Nichan el-Anouar (fr. Ordre du Nichan el-Anouar) wurde im Oktober 1887 durch den Sultan von Tadjoura Hamed ben Mohamed († 1912) als Militär- und Zivilverdienstorden gestiftet. Durch Dekrete des französischen Staatspräsidenten Félix Faure vom 10. und 23. Mai 1896 wurde der Orden als sogenannter Kolonialorden in das französische Ordenssystem übernommen. 
Mit der Stiftung des französischen Nationalverdienstordens wurde die Verleihung des Ordens Nichan el-Anouar 1963 eingestellt.

## Ordensklassen
Der Orden besteht aus fünf Klassen
- Großkreuz
- Großoffizier
- Kommandeur
- Offizier
- Ritter

Nach der Übernahme in das französische Ordenssystem waren an die Verleihung des Ordens Bedingungen geknüpft. Demnach musste die auszuzeichnende Person eine mindestens dreijährige Dienstzeit in den französischen Kolonien an der Ostküste Afrikas und Zentralafrikas nachweisen können, oder sich aber im französischen Mutterland besondere Verdienste um diese Kolonien erworben haben.
Am 14. Juli 1933 wurde die Statuten dahingegen verändert, dass für eine Verleihung nunmehr das 29. Lebensjahr erreicht und eine mindestens neunjährige Kolonialdienstzeit nachgewiesen sein musste.

## Ordensdekoration
Das Ordenszeichen ist ein zehnstrahliger Stern, der an einer Königskrone hängt. Zwischen den Sternarmen sind jeweils kleine goldene fünfstrahlige Sterne zu sehen. Im blau emaillierten Medaillon, dass von einem rot emaillierten Reif mit der arabischen Inschrift Nichan el-Anouar umschlossen ist, ein silberner fünfstrahliger Stern.

## Trageweise
Die Trageweise des Ordens war an die Ehrenlegion angelehnt. Das Großkreuz wurde an einer Schärpe von der rechten Schulter zur linken Hüfte sowie mit einem vergrößerten Ordenszeichen als Bruststern auf der linken Brustseite getragen. Großoffiziere dekorierten die Auszeichnung am Band auf der linken Brustseite mit einer Rosette sowie einem Bruststern auf der rechten Brustseite. Kommandeur trugen die Auszeichnung als Halsorden. Offiziere und Ritter trugen die Auszeichnung am Band auf der linken Brustseite. Offiziere zusätzlich mit einer Rosette auf dem Band.
Das Ordensband war ursprünglich rot mit einem schwarzen Mittel- und einem blauweißen Randstreifen. Da die Ähnlichkeit zum roten Band der Ehrenlegion zu groß war, entschloss man sich am 5. Dezember 1899 zu einem blauen Band mit einem breiten weißen Mittelstreifen.

## Bekannte Träger
- Théophile Tellier (1872–1955), Kolonialbeamter – Offizierskreuz (1904)